# Unidad de Poder Adquisitivo Constante
La Unidad de Poder Adquisitivo Constante (UPAC) en Colombia, era usada para calcular el costo de algunos de los créditos de vivienda.

## Historia
Fue creada el 15 de septiembre de 1972,  por medio del Decreto 667, en el gobierno de Misael Pastrana como una de las denominadas Las Cuatro Estrategias. Esta política se había realizado en Brasil. Hasta entonces el Estado subsidiaba la financiación de vivienda, beneficiando a las clases populares. Con la implantación de la UPAC se estableció el sistema de la Corrección Monetaria, que sería aplicado por las Corporaciones de Ahorro y Vivienda (CAV), para captar recursos del sector privado y luego canalizarlos a la construcción de vivienda.
Debido a que la UPAC sobrepaso los índices del costo de los créditos, aumentaron las cuotas mensuales que se debían pagar por ellos, excediendo la capacidad de pago de los propietarios, originando una fuerte crisis económica y social que llevó a muchos de ellos a perder sus bienes.
Como resultado, el 16 de septiembre de 1999 se creó una nueva unidad con la cual se calcularían y ajustarían los créditos. Aparece la Unidad de Valor Real (UVR).